# Ле-Маре-ла-Шапель
Ле-Маре́-ла-Шапе́ль (фр. Le Marais-la-Chapelle) — коммуна во Франции, находится в регионе Нижняя Нормандия. Департамент коммуны — Кальвадос. Входит в состав кантона Морто-Кулибёф. Округ коммуны — Кан.
Код INSEE коммуны — 14402.

## Население
Население коммуны на 2010 год составляло 92 человека.
| 1962 | 1968 | 1975 | 1982 | 1990 | 1999 | 2010 |
| ---- | ---- | ---- | ---- | ---- | ---- | ---- |
| 114  | 97   | 61   | 94   | 77   | 63   | 92   |

## Экономика
В 2010 году среди 63 человек трудоспособного возраста (15—64 лет) 45 были экономически активными, 18 — неактивными (показатель активности — 71,4 %, в 1999 году было 65,7 %). Из 45 активных жителей работали 38 человек (21 мужчина и 17 женщин), безработных было 7 (6 мужчин и 1 женщина). Среди 18 неактивных 4 человека были учениками или студентами, 7 — пенсионерами, 7 были неактивными по другим причинам.